# Elecciones parlamentarias de Irak de 2014
Las elecciones parlamentarias de Irak de 2014 se celebraron el 30 de abril para escoger a los 328 diputados del Consejo de Representantes de Irak para la III Legislatura, que elegirían al Presidente de la República y al Primer ministro, siendo las cuartas elecciones desde la transición democrática y las terceras desde la promulgación de la Constitución de 2005. Las elecciones dieron una victoria parcial a la Coalición del Estado de Derecho liderado por Nuri al Maliki, que obtuvo 92 escaños, muy lejos de la mayoría absoluta. Le siguió el Bloque Al-Ahrar, de Dia al-Asadi, con 34 escaños, formando una coalición en la que Nuri al Maliki fue reelegido en su cargo.

## Sistema Electoral
La forma de lista abierta de representación proporcional por listas, utilizando las gobernaciones como distritos electorales, es el sistema electoral utilizado. El sistema de escrutinio ha cambiado ligeramente desde el método de remanente más grande al método Sainte-Laguë modificado debido a una decisión del Tribunal Supremo de Irak de que el método anterior discriminaba a los partidos más pequeños. Siete puestos "compensatorios" que se otorgaron a nivel nacional a los partidos cuya participación nacional en la votación no se reflejó en los escaños obtenidos a nivel de gobernación se han asignado a gobernaciones individuales. Ocho escaños permanecen reservados para los grupos minoritarios a nivel nacional: cinco para los asirios y uno para los mandeos, yezidis y shabaks.

### Asignación de escaños
Antes de las elecciones, el parlamento decidió expandirse de 325 a 328. Al igual que en las elecciones de 2010, se reservaron 8 escaños para las minorías étnicas y religiosas. A diferencia de las elecciones anteriores, no hubo escaños compensatorios.
| Gobernación              | Escaños 2010 | Escaños 2014 | Cambios |
| ------------------------ | ------------ | ------------ | ------- |
| Gobernación de Ambar     | 14           | 15           | +1      |
| Gobernación de Babilonia | 16           | 17           | +1      |
| Gobernación de Bagdad    | 68           | 69           | +1      |
| Gobernación de Basora    | 24           | 25           | +1      |
| Gobernación de Duhok     | 10           | 11           | +1      |
| Gobernación de Di Car    | 18           | 19           | +1      |
| Gobernación de Diala     | 13           | 14           | +1      |
| Gobernación de Erbil     | 14           | 15           | +1      |
| Gobernación de Kerbala   | 10           | 11           | +1      |
| Gobernación de Kirkuk    | 12           | 12           |         |
| Gobernación de Mesena    | 10           | 10           |         |
| Gobernación de Mutana    | 7            | 7            |         |
| Gobernación de Nayaf     | 12           | 12           |         |
| Gobernación de Nínive    | 31           | 31           |         |
| Gobernación de Cadisia   | 11           | 11           |         |
| Gobernación de Saladino  | 12           | 12           |         |
| Gobernación de Solimania | 17           | 18           | +1      |
| Gobernación de Wasit     | 11           | 11           |         |
| Escaños compensatorios   | 7            | 0            | -7      |
| Minorías                 | 8            | 8            |         |
| Total                    | 325          | 328          | +3      |

## Campaña
Se esperaba que la campaña se centrara en la competencia dentro de las tres principales comunidades religiosas y étnicas: los árabes chiitas, los árabes sunitas y los kurdos. Mientras que bajo la Constitución de Irak, el jefe de la coalición más grande tiene el primer llamado para convertirse en primer ministro, en un conjunto precedente después de las elecciones de 2010, una coalición revisada se puede formar después de las elecciones. Esto redujo el incentivo para que los partidos formen amplias coaliciones antes de la elección. Así que en noviembre de 2011, la Alta Comisión Electoral Independiente de Irak aprobó 276 entidades políticas para participar en las elecciones, incluidas varias coaliciones.
Los árabes chiitas se dividieron entre la Coalición del Estado de Derecho del primer ministro, el sadrista Bloque Al-Ahrar, y el Consejo Supremo Islámico de Irak respaldado por la coalición al-Muwatin. El antiguo secular y no sectario Movimiento Nacional Iraquí – la fuerza más poderosa elegida en el parlamento en 2010 – se había dividido en la coalición Muttahidoon regionalista sunita de Usama al-Nujayfi, la Coalición Nacional Al-Wataniya de Ayad Allawi y la coalición Al-Arabiya de Saleh al-Mutlaq. Y a los dos principales partidos kurdos, el Partido Demócrata del Kurdistán (KDP) de Masoud Barzani y la Unión Patriótica del Kurdistán (PUK) de Jalal Talabani, se les unió un tercer partido kurdo, el Movimiento para el Cambio (Gorran) encabezado por Nawshirwan Mustafa.

## Conducta
Cuando los miembros de las fuerzas de seguridad votaron el lunes 28 de abril, seis centros de votación diferentes fueron alcanzados por atacantes suicidas, lo que provocó al menos 27 muertes. El grupo insurgente Estado Islámico de Irak y Siria ha amenazado con violencias contra musulmanes sunitas que votan en las elecciones.

## Resultados

### Resultados Nacionales
El IHEC confirmó los resultados el 25 de mayo. El número oficial de asientos es el siguiente:
     Árabes Sunitas
     Árabes Chiitas
     Kurdos
     Seculares
| Partido | Votos      | %     | Escaños | Anterior | +/– |
| --- | ---------- | ----- | ------- | -------- | --- |
| Coalición del Estado de Derecho | 3.141.835  | 24.14 | 92      | 89       | 3   |
| Movimiento Sadrista (Muqtada al-Sadr) Incluye: -Bloque Al-Ahrar (28) -Movimiento Elite (Nukhab) (3) -Encuentro Nacional de Alianzas (Sharaka) (3) |            |       | 34      |          |     |
| Coalición Al-Muwatin (Consejo Supremo Islámico de Irak) |            |       | 29      |          |     |
| Muttahidoon | 680.690    | 5.23  | 23      |          |     |
| Al-Wataniya |            |       | 21      |          |     |
| Partido Demócrata del Kurdistán (KDP) | 1.038.002  | 9.25  | 25      |          | 4   |
| Unión Patriótica del Kurdistán (PUK) | 851.326    | 7.59  | 21      |          |     |
| Coalición Al-Arabiya |            |       | 10      |          |     |
| Movimiento por el Cambio (Gorran) | 451.858    | 4.023 | 9       |          | 1   |
| Partido Islámico de la Virtud (Al-Fadhila y Alianza Elite Independiente) |            |       | 6       |          |     |
| Tendencia de Reforma Nacional (Tayyar al Islah) / Al Jaafari |            |       | 6       |          |     |
| Diyala es Nuestra Identidad | 159.605    | 1.42  | 5       |          |     |
| Alianza Iraquí (Etelaf Al-Iraq) |            |       | 5       |          |     |
| Unión Islámica del Kurdistán (KIU) |            |       | 4       |          |     |
| Grupo islámico del Kurdistán (KIG) |            |       | 3       |          |     |
| Alianza Nacional de Nínive (aliado con Ammar al-Hakim) |            |       | 3       |          |     |
| Alianza Civil Democrática |            |       | 3       |          | 3   |
| Lealtad a Al-Anbar |            |       | 3       |          |     |
| Frente Turcomano Iraquí |            |       | 2       |          |     |
| Alianza de lealtad iraquí (Al Wafaa al Iraqi) |            |       | 2       |          |     |
| Competencias y reunión de personas (Kafaat wa Jamahir) |            |       | 2       |          |     |
| Unidad de los iraquíes (Wahdat Abnaa al-Iraq) |            |       | 2       |          |     |
| Otras coaliciones / grupos (un escaño cada uno) -Alianza Nacional de Saladin -Coalición Nacional en Saladin -Coalición Alternativa Civil Independiente -Alianza de la dignidad (Karama) -Bloque Al-Sadiqoun -El Movimiento Estatal Equitativo -Organización iraquí Ad Dawa -Alianza Solidaridad en Irak (Al Tadamon) -Alianza de Salvación (Khalas) -Alianza árabe Kirkuk |            |       | 10      |          |     |
| Escaños Cristianos reservados -Lista Nacional de Rafidain (Movimiento Asirio Democrático) (2) -Consejo Popular Caldeo Asirio (2) -Lista democrática de Uruk (Partido Comunista Iraquí) (1) |            |       | 5       |          |     |
| Escaño Mandeo reservado - Hareth Shanshal Sunaid al-Harithi (1) | 7.194      |       | 1       |          |     |
| Escaño Yezidi reservado - Movimiento Yazidi por la Reforma y el Progreso (1) | 14.910     |       | 1       |          |     |
| Escaño Shabak reservado - Consejo de Shabaks Libres (1) |            |       | 1       |          |     |
| Total | 11.222.403 |       | 328     | 325      | 3   |
| Fuente: ISW |            |       |         |          |     |

### Votos a Candidatos
| # | #   | Candidato                     | Partido                        | Lista electoral                         | Goberación | Votos   | +/–           |
| - | --- | ----------------------------- | ------------------------------ | --------------------------------------- | ---------- | ------- | ------------- |
|   | 1.  | Nuri al Maliki                | Partido Islámico Dawa          | Coalición del Estado de Derecho         | Bagdad     | 721.782 | Crecimiento   |
|   | 2.  | Ayad Allawi                   | Acuerdo Nacional Iraquí        | Coalición al-Wataniya                   | Bagdad     | 229.709 | Decrecimiento |
|   | 3.  | Aaram Muhammad Ali            | Movimiento por el Cambio       | Lista Movimiento por el Cambio (Gorran) | Solimania  | 150.613 | Crecimiento   |
|   | 4.  | Najmiddin Karim               | Unión Patriótica del Kurdistán | Lista PUK                               | Kirkuk     | 150.084 | Crecimiento   |
|   | 5.  | Khalaf Abdul al Samad         | Partido Islámico Dawa          | Coalición del Estado de Derecho         | Basora     | 126.848 | Crecimiento   |
|   | 6.  | Usama al-Nujayfi              | Al-Hadba                       | Muttahidoon                             | Nínive     | 112.551 | Decrecimiento |
|   | 7.  | Hanan Saeed Mohsen al-Fatlawi |                                | Coalición del Estado de Derecho         | Babilonia  | 90.781  | Crecimiento   |
|   | 8.  | Shirko Mirza Mohammad Amin    | Unión Patriótica del Kurdistán | Lista PUK                               | Solimania  | 83.663  | Crecimiento   |
|   | 9.  | Mohammed Ghali Darraji        |                                | Coalición al-Ahrar                      | Bagdad     | 78.561  | Crecimiento   |
|   | 10. | Ariz Abdullah Ahmed Mahmoud   | Unión Patriótica del Kurdistán | Lista PUK                               | Erbil      | 76.380  | Crecimiento   |

## Formación de Gobierno
La primera sesión del nuevo parlamento comenzó el 1 de julio, donde los 328 miembros hicieron juramento para llevar a cabo sus tareas y responsabilidades legales con devoción y honestidad, preservar la independencia y la soberanía de Irak y salvaguardar los intereses de su pueblo. La constitución menciona que en la primera sesión, el parlamento tiene que elegir un presidente de la Cámara junto con dos diputados. Esto no sucedió ya que algunos parlamentarios kurdos y árabes sunitas boicotearon la sesión, lo que provocó la falta de cuórum ya que no se pusieron de acuerdo sobre un solo candidato. La siguiente sesión tuvo lugar el 13 de julio y trajo un consenso para el puesto de orador después de que se anunció que Salim al-Jabouri era el candidato. Después de que Salim al-Jabouri fuera votado como presidente de la Cámara, el parlamento votó por Fuad Masum como presidente, quien a su vez le pidió a Haider al-Abadi que formara un gobierno el 11 de agosto. El gobierno se formó el 8 de septiembre de 2014 y la mayoría de los partidos formaba parte del nuevo gobierno.

## Nota
1. ↑  Que a su vez eligen al Presidente y al Primer ministro.